# Tarm, Danmark
Tarm är en ort i Danmark. Den ligger i Ringkøbing-Skjerns kommun och Region Mittjylland, 250 km väster om Köpenhamn. Tarm ligger 8 meter över havet och antalet invånare är 4 044. Närmaste större samhälle är Skjern, 5 km norr om Tarm. 